# メロディー・グランプリ
メロディー・グランプリ (Melodi Grand Prix) はノルウェー放送協会 (NRK) 主催のユーロビジョン・ソング・コンテストのノルウェー予選。

## 概要
1960年に初開催。ユーロビジョンでは1985年にボビーソックスが、1995年にはシークレット・ガーデンが優勝を果たした。その後は2007年のセミファイナルで18位と低迷が続いていたが、2009年ではアリャクサンドル・ルィバークがユーロビジョン史上最高得点である387点を獲得して、ノルウェーは3度目の優勝を果たした。

## 大会の方式
大会は当初一発勝負で行われていたが、最近になって、スウェーデンのメロディーフェスティバーレン同様、セミファイナルを3回行う。合計18曲で上位2曲が決勝進出する。次点の3・4位がセカンドチャンスで上位2曲が決勝進出する。決勝は例年2月中旬にオスロのオスロ・スペクトラムで開催される。決勝は8曲が先にパフォーマンスを行い、上位4曲がゴールドファイナル（最終決戦）に進出し、再度投票を行い、優勝曲を決定する。